# Tetraethylammoniumbromat
Tetraethylammoniumbromat ist eine chemische Verbindung aus der Gruppe der quartären Ammoniumverbindungen und Bromate.

## Herstellung
Tetraethylammoniumbromat kann aus Kaliumbromat hergestellt werden. Dieses wird zunächst mit Bariumchlorid zu Bariumbromat umgesetzt, dann mit konzentrierter Schwefelsäure zu Bromsäure. Diese kann mit Tetraethylammoniumbromid zu Tetraethylammoniumbromat umgesetzt werden.

## Eigenschaften und Reaktionen
Durch Reaktion von Kaliumbromid und Tetraethylammoniumbromat kann in wässriger Lösung in situ elementares Brom für die Bromierung von Alkenen gewonnen werden. Es wirkt als Oxidationsmittel mit dem beispielsweise Dihydropyridine aromatisiert werden können. Außerdem katalysiert es die Kondensation von Dicarbonylverbindungen (zum Beispiel Benzil) mit Diaminen (zum Beispiel o-Phenylendiamin) zu Chinoxalinen.